# Саджан, Харджит
Харджит Сингх Саджан (англ. Harjit Singh Sajjan, род. 6 сентября 1970) — канадский военный и политический деятель индийского происхождения, министр национальной обороны Канады с 4 ноября 2015 по 26 октября 2021 года. Министр международного развития (2021—2023).

## Ранние годы и военная карьера
Харджит Саджан родился в сикхской семье, в индийском штате Пенджаб. Когда Харджиту было пять лет, его семья переехала в Ванкувер. В 1989 году он поступил на службу в канадскую армию. Был в составе канадского военного контингента в Боснии и в Афганистане (3 раза). В 2011 году стал командующим Полка Британской Колумбии (Стрелков Герцога Коннахта). Дослужился до подполковника.

## Политическая карьера
На парламентских выборах 2015 года Саджан был избран в Палату общин от Либеральной партии Канады по избирательному округу Южный Ванкувер. 4 ноября 2015 года занял пост министра национальной обороны в кабинете Джастина Трюдо.
26 октября 2021 года приведён к присяге новый состав правительства Трюдо, в котором Саджан получил портфель министра экономического развития, а также получил в своё ведение Агентство экономического развития Тихоокеанского побережья.
14 марта 2025 года при формировании правительства Карни не получил никакого назначения.

## Награды
- Орден «За военные заслуги»
- Медаль «За похвальную службу»